# Przedgórze Bocheńskie

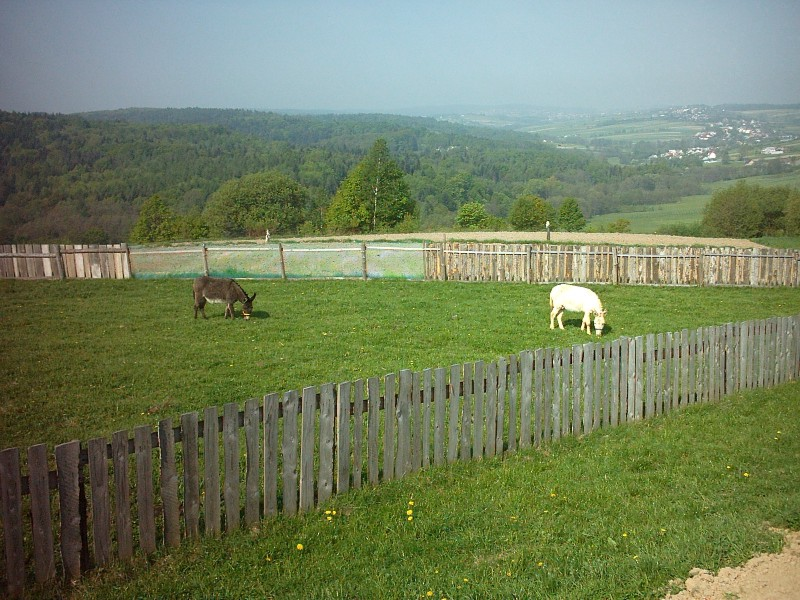
Przedgórze Bocheńskie – widok ze Wzgórza 360 w stronę Bochni

Przedgórze Bocheńskie – zwyczajowe określenie szerokiego na 3–4 km i długiego na kilkanaście kilometrów (ok. 15–20 km) pasa ziemi, będącego fragmentem Podgórza Bocheńskiego, leżącego na granicy Kotliny Sandomierskiej i Pogórza Karpackiego, na terenie powiatu bocheńskiego. Na jego obszarze znajduje się znaczna część miasta Bochnia oraz wsie: Chełm, Moszczenica, Łapczyca, Gorzków, Łazy i Brzeźnica.
W rzeźbie Przedgórza Bocheńskiego przeważają niewielkie wzniesienia (260–300 m n.p.m.), poprzecinane licznymi dolinami niewielkich potoków. Region jest znany z powodu występowania na jego obszarze znacznych obszarów solonośnych.

## Lokalizacja
Przedgórze Bocheńskie to zwyczajowe określenie fragmentu Podgórza Bocheńskiego (krainy geograficznej, która jest częścią pasa Przedgórzy Karpackich i jest zaliczana, wedle regionalizacji opracowanej przez Jerzego Kondrackiego, do Kotliny Sandomierskiej, obejmującej obszary m.in. Doliny Raby i Przedgórza Gdowskiego) położonego w najbliższych okolicach Bochni.
Od zachodu granicę Przedgórza Bocheńskiego wyznaczają: zakola Raby w okolicach Chełmu (oddzielają one region od innej części Podgórza Bocheńskiego – Przedgórza Gdowskiego), od południa wzniesienia Pogórza Wiśnickiego, zaś od północy pas równin Kotliny Sandomierskiej. Za wschodnią granicę regionu przyjęło się uważać granicę powiatu bocheńskiego.

## Rzeźba terenu i klimat
Granice Przedgórza Bocheńskiego wyznaczają – z punktu widzenia budowy geologicznej – progi założone na czele płaszczowiny śląskiej (w tym granica tzw. Łuski Gierczyc) od południa i na utworach mioceńskich na północy. Obszar ten przecięty jest przechodzącym przez centrum Bochni siodłem bocheńskim, ciągnącym się od Łapczycy po Chełm ze znacznym obniżeniem w Moszczenicy siodłem chełmskim oraz łękiem Uzbornia-Urwaniec.
Ten pagórkowaty teren, poprzecinany niewielkimi dolinkami potoków (łapczyckiego, moszczenickiego, Babicy) w całości stanowi zlewnię Raby (prawobrzeżnego dopływu Wisły, do której uchodzi w okolicy miejscowości Uście Solne, ok. 50 km od Bochni).
Na obszarze Przedgórza Bocheńskiego występuje klimat podgórskich nizin i kotlin, jednak tuż za południową granicą tego obszaru zaczyna się strefa klimatu podgórskiego. Średnie roczne temperatury wynoszą około 7 °C, zaś suma opadów wynosi zwykle około 660–680 mm. Czas trwania pokrywy śnieżnej wynosi około 60–70 dni w ciągu roku, zaś okres wegetacji zbliża się nawet do 210 dni. Przeważają wiatry zachodnie oraz południowe.